# Pseudanthias regalis
Pseudanthias regalis es una especie de peces de la familia Serranidae en el orden de los Perciformes.

## Morfología
• Los machos pueden llegar alcanzar los 6,2 cm de longitud total.

## Hábitat
Es un pez  de mar de clima tropical que vive hasta los 30 m de profundidad.

## Distribución geográfica
Se encuentran en las Islas Marquesas.